# Dhandadihi
Dhandadihi è una suddivisione dell'India, classificata come census town, di 3.843 abitanti, situata nel distretto di Bardhaman, nello stato federato del Bengala Occidentale. In base al numero di abitanti la città rientra nella classe VI (meno di 5.000 persone).

## Geografia fisica
La città è situata a 23° 37' 45 N e 87° 09' 51 E.

## Società

### Evoluzione demografica
Al censimento del 2001 la popolazione di Dhandadihi assommava a 3.843 persone, delle quali 2.107 maschi e 1.736 femmine. I bambini di età inferiore o uguale ai sei anni assommavano a 368, dei quali 181 maschi e 187 femmine. Infine, coloro che erano in grado di saper almeno leggere e scrivere erano 2.445, dei quali 1.466 maschi e 979 femmine.